# Reprezentacja Stanów Zjednoczonych w unihokeju mężczyzn
Reprezentacja Stanów Zjednoczonych w unihokeju mężczyzn – drużyna reprezentująca Stanów Zjednoczonych w rozgrywkach międzynarodowych w unihokeju mężczyzn.

## Udział w imprezach międzynarodowych

### Mistrzostwach Świata
| Rok     | M                       | Z                       | R                       | P                       | Suma                    | +/-                     | Miejsce                 |
| ------- | ----------------------- | ----------------------- | ----------------------- | ----------------------- | ----------------------- | ----------------------- | ----------------------- |
| MŚ 2002 | 6                       | 2                       | 1                       | 3                       | 21:23                   | -2                      | 14. miejsce             |
| MŚ 2004 | 5                       | 2                       | 0                       | 3                       | 18:24                   | -6                      | 17. miejsce             |
| MŚ 2006 | 6                       | 6                       | 0                       | 0                       | 31:44                   | -13                     | 17. miejsce             |
| MŚ 2008 | 5                       | 1                       | 0                       | 4                       | 40:42                   | −2                      | 13. miejsce             |
| MŚ 2010 | nie zakwalifikowali się | nie zakwalifikowali się | nie zakwalifikowali się | nie zakwalifikowali się | nie zakwalifikowali się | nie zakwalifikowali się | nie zakwalifikowali się |
| MŚ 2012 | 5                       | 3                       | 1                       | 1                       | 23:37                   | -14                     | 12.miejsce              |
| MŚ 2014 | 7                       | 1                       | 0                       | 6                       | 17:55                   | +12                     | 11.miejsce              |
| Razem   | 33                      | 14                      | 1                       | 18                      | 167:192                 | -25                     |                         |

### Kwalifikacje do MŚ
| Rok  | M | Z | R | P | Suma  | +/- | Miejsce |
| ---- | - | - | - | - | ----- | --- | ------- |
| 2010 | 2 | 0 | 0 | 2 | 10:17 | -7  | 2/2     |
| 2012 | 2 | 2 | 0 | 0 | 15:11 | +4  | 1/2     |
| 2014 | 2 | 2 | 0 | 0 | 32:2  | +30 | 1/3     |
| 2016 | 2 | 1 | 0 | 1 | 32:7  | +25 | 2/3     |